# Генеративна граматика
Генеративната граматика е направление в теоретичната лингвистика.
То се отнася до определен подход към изучаването на синтаксиса. Генеративната граматика на езика се опитва да даде определен брой правила, които правилно да предвидят кои комбинации от думи могат да формират граматически верни изречения. В повечето подходи към генеративната граматика правилата също така предвиждат морфологията на изречението.
Генеративната граматика произлиза от работата на Ноам Чомски от края на 50-те години на XX век. Ранните версии на теорията на Чомски могат да бъдат наречени трансформативна граматика и този термин е все още използван като колективен термин, включващ неговите следващи теории. Има определен брой съревноваващи се версии на генеративната граматика, които се практикуват в лингвистиката. Текущата версия на самия Чомски е известна като минималистка програма.
|  | Тази страница частично или изцяло представлява превод на страницата Generative grammar в Уикипедия на английски. Оригиналният текст, както и този превод, са защитени от Лиценза „Криейтив Комънс – Признание – Споделяне на споделеното“, а за съдържание, създадено преди юни 2009 година – от Лиценза за свободна документация на ГНУ. Прегледайте историята на редакциите на оригиналната страница, както и на преводната страница, за да видите списъка на съавторите. ВАЖНО: Този шаблон се отнася единствено до авторските права върху съдържанието на статията. Добавянето му не отменя изискването да се посочват конкретни източници на твърденията, които да бъдат благонадеждни. |